# Pod Przechytrzonym Lisem
Pod Przechytrzonym Lisem (ang. The Old Fox Deceiv'd) – powieść kryminalna amerykańskiej pisarki Marthy Grimes, opublikowana w 1982, a w Polsce w 2008 w tłumaczeniu Anny Bartkowicz.

## Treść

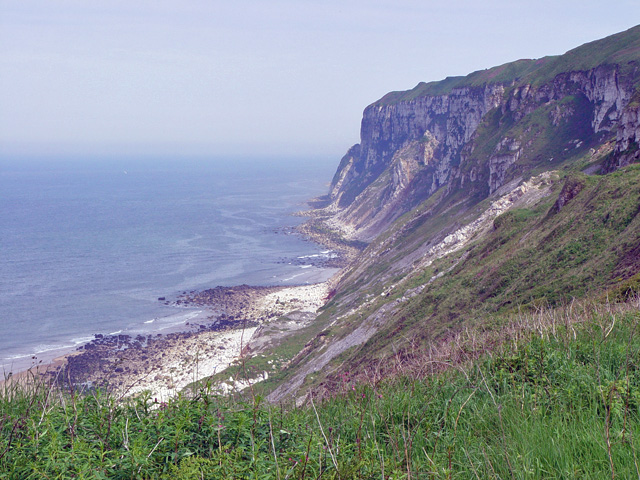
Klify w Yorkshire - tutaj położone jest fikcyjne Rackmoor

Jest drugą powieścią cyklu, w którym występuje detektyw Richard Jury, inspektor New Scotland Yardu, wspomagany przez ekscentrycznego eks-hrabiego - Melrose'a Planta.
Akcja rozgrywa się w niewielkiej, fikcyjnej, osnutej mgłą, nadmorskiej osadzie Rackmoor (okolice Whitby), położonej w Yorkshire, nad Morzem Północnym. Mroźną zimą, po balu w Noc Świętojańską, na schodach Angel Steps, znalezione zostaje ciało młodej kobiety przebranej za pazia. Wcześniej we wsi zorganizowany został bal maskowy w posiadłości pułkownika sir Titusa Creala - najzamożniejszego człowieka w hrabstwie. Zamordowaną mogła być albo Dillys March (dawna podopieczna Creala, prawie jego przybrana córka) albo Gemma Temple - osoba podająca się za Dillys, przybyła po latach do Rackmoor (osoby te były do siebie bliźniaczo podobne). Podczas rozwiązywania sprawy przewija się cała plejada miejscowych postaci, np.: Adrian Rees (sfrustrowany i cyniczny malarz), Kitty Meechen (sympatyczna gospodyni pubu Pod Przechytrzonym Lisem, w którym zatrzymał się Jury z pomagającym mu sierżantem Wigginsem), Robert Bertie Makepiece (12-letni chłopiec, pozostawiony przez matkę i doskonale radzący sobie samodzielnie, właściciel staffordzkiego teriera Arnolda), Julian Creal (syn Titusa, skrajny odludek), Olive Maining (starej daty pokojówka w posiadłości Titusa), czy Percy Blythe (dziwak i kolekcjoner miejscowych pamiątek). Oprócz Jury'ego sprawę prowadzi przedstawiciel miejscowej policji - inspektor Ian Harkins z Pitlochary, osoba o bardzo wysokich aspiracjach społecznych, żyjąca ponad stan i otaczająca się luksusowymi przedmiotami.